# Puchar Heinekena (2013/2014)
Puchar Heinekena 2013/2014 – dziewiętnasta, ostatnia edycja Pucharu Heinekena, pierwszego poziomu europejskich klubowych rozgrywek w rugby union. Zawody odbyły się w dniach 11 października 2013 – 24 maja 2014 roku.
Najwięcej punktów w sezonie zdobył Jonny Wilkinson, w klasyfikacji przyłożeń zwyciężył zaś Chris Ashton.

## Faza grupowa

### Grupa A
| 12 października 201316:40 | Castres                                      | 19:13(10:3) | Northampton Saints                        | Stade Pierre-Antoine, Castres Widzów: 7 624 Sędzia: George Clancy |
| 12 października 201316:40 | Romain Martial 5 (P) Rory Kockott 14 (pd 4K) | 19:13(10:3) | Dylan Hartley 5 (P) Steve Myler 8 (pd 2K) | Stade Pierre-Antoine, Castres Widzów: 7 624 Sędzia: George Clancy |
| 12 października 201316:40 | Ben Foden                                    | 19:13(10:3) |                                           | Stade Pierre-Antoine, Castres Widzów: 7 624 Sędzia: George Clancy |

| 12 października 201318:00 | Ospreys           | 9:19(6:13) | Leinster                                     | Liberty Stadium, Swansea Widzów: 12 378 Sędzia: Wayne Barnes |
| 12 października 201318:00 | Dan Biggar 9 (3K) | 9:19(6:13) | Jimmy Gopperth 14 (pd 4K) Sean O’Brien 5 (P) | Liberty Stadium, Swansea Widzów: 12 378 Sędzia: Wayne Barnes |

| 19 października 201315:40 | Leinster                                     | 19:7(9:7) | Castres               | RDS Arena, Dublin Widzów: 18 542 Sędzia: Greg Garner |
| 19 października 201315:40 | Jack McGrath 5 (P) Jimmy Gopperth 14 (pd 4K) | 19:7(9:7) | Rory Kockott 7 (P pd) | RDS Arena, Dublin Widzów: 18 542 Sędzia: Greg Garner |
| 19 października 201315:40 | Julien Tomas · Remi Lamerat                  | 19:7(9:7) |                       | RDS Arena, Dublin Widzów: 18 542 Sędzia: Greg Garner |

| 20 października 201312:45 | Northampton Saints                                                           | 27:16(17:6) | Ospreys                 | Franklin’s Gardens, Northampton Widzów: 13 182 Sędzia: Alain Rolland |
| 20 października 201312:45 | Ben Foden 5 (P) Christian Day 5 (P) Samu Manoa 5 (P) Steve Myler 12 (3pd 2K) | 27:16(17:6) | Dan Biggar 16 (P pd 3K) | Franklin’s Gardens, Northampton Widzów: 13 182 Sędzia: Alain Rolland |
| 20 października 201312:45 | Dan Biggar                                                                   | 27:16(17:6) |                         | Franklin’s Gardens, Northampton Widzów: 13 182 Sędzia: Alain Rolland |

| 6 grudnia 201321:00 | Castres                                   | 15:9(6:6) | Ospreys                  | Stade Pierre-Antoine, Castres Widzów: 7 108 Sędzia: Peter Fitzgibbon |
| 6 grudnia 201321:00 | Geoffrey Palis 3 (K) Rory Kockott 12 (4K) | 15:9(6:6) | Dan Biggar 9 (3K)        | Stade Pierre-Antoine, Castres Widzów: 7 108 Sędzia: Peter Fitzgibbon |
| 6 grudnia 201321:00 | Geoffrey Palis · Seremaia Bai             | 15:9(6:6) | Aisea Natoga · Sam Lewis | Stade Pierre-Antoine, Castres Widzów: 7 108 Sędzia: Peter Fitzgibbon |

| 7 grudnia 201318:00 | Northampton Saints                   | 7:40(0:26) | Leinster                                                                                                  | Franklin’s Gardens, Northampton Widzów: 13 475 Sędzia: Nigel Owens |
| 7 grudnia 201318:00 | Lee Dickson 5 (P) Steve Myler 2 (pd) | 7:40(0:26) | Brian O’Driscoll 5 (P) Eoin Reddan 5 (P) Ian Madigan 10 (5pd) Jamie Heaslip 5 (P) Luke Fitzgerald 15 (3P) | Franklin’s Gardens, Northampton Widzów: 13 475 Sędzia: Nigel Owens |
| 7 grudnia 201318:00 | Michael Bent                         | 7:40(0:26) | | Franklin’s Gardens, Northampton Widzów: 13 475 Sędzia: Nigel Owens |

| 13 grudnia 201320:00 | Ospreys            | 21:12(12:12) | Castres              | Liberty Stadium, Swansea Widzów: 6 385 Sędzia: Luke Pearce |
| 13 grudnia 201320:00 | Dan Biggar 21 (7K) | 21:12(12:12) | Rory Kockott 12 (4K) | Liberty Stadium, Swansea Widzów: 6 385 Sędzia: Luke Pearce |
| 13 grudnia 201320:00 | Remi Tales         | 21:12(12:12) |                      | Liberty Stadium, Swansea Widzów: 6 385 Sędzia: Luke Pearce |

| 14 grudnia 201318:00 | Leinster           | 9:18(3:7) | Northampton Saints                                                                | Aviva Stadium, Dublin Widzów: 47 370 Sędzia: Jérôme Garcès |
| 14 grudnia 201318:00 | Ian Madigan 9 (3K) | 9:18(3:7) | George North 5 (P) Jamie Elliott 5 (P) Kahn Fotualiʻi 3 (dg) Steve Myler 5 (pd K) | Aviva Stadium, Dublin Widzów: 47 370 Sędzia: Jérôme Garcès |

| 12 stycznia 201412:45 | Ospreys                                                   | 17:29(3:12) | Northampton Saints                                                              | Liberty Stadium, Swansea Widzów: 8 347 Sędzia: Pascal Gaüzère |
| 12 stycznia 201412:45 | Alun Wyn Jones 5 (P) Dan Biggar 7 (2pd K) Rhys Webb 5 (P) | 17:29(3:12) | George North 5 (P) George Pisi 5 (P) Glenn Dickson 7 (P pd) Steve Myler 12 (4K) | Liberty Stadium, Swansea Widzów: 8 347 Sędzia: Pascal Gaüzère |
| 12 stycznia 201412:45 | Aisea Natoga · Ryan Bevington                             | 17:29(3:12) | Christian Day                                                                   | Liberty Stadium, Swansea Widzów: 8 347 Sędzia: Pascal Gaüzère |

| 12 stycznia 201413:45 | Castres                                                                        | 22:29(17:12) | Leinster                                                           | Stade Pierre-Antoine, Castres Widzów: 8 082 Sędzia: Nigel Owens |
| 12 stycznia 201413:45 | Brice Dulin 5 (P) Cédric Garcia 7 (2pd K) Remi Lamerat 5 (P) Richie Gray 5 (P) | 22:29(17:12) | Jimmy Gopperth 21 (2P pd 3K) Jordi Murphy 5 (P) Rob Kearney 3 (dg) | Stade Pierre-Antoine, Castres Widzów: 8 082 Sędzia: Nigel Owens |
| 12 stycznia 201413:45 | Sean Cronin                                                                    | 22:29(17:12) |                                                                    | Stade Pierre-Antoine, Castres Widzów: 8 082 Sędzia: Nigel Owens |

| 17 stycznia 201420:00 | Leinster                                                                       | 36:3(17:3) | Ospreys          | RDS Arena, Dublin Widzów: 18 500 Sędzia: Romain Poite |
| 17 stycznia 201420:00 | Cian Healy 5 (P) Isaac Boss 5 (P) Jimmy Gopperth 11 (4pd K) Jordi Murphy 5 (P) | 36:3(17:3) | Dan Biggar 3 (K) | RDS Arena, Dublin Widzów: 18 500 Sędzia: Romain Poite |
| 17 stycznia 201420:00 | Ian Evans                                                                      | 36:3(17:3) |                  | RDS Arena, Dublin Widzów: 18 500 Sędzia: Romain Poite |

| 17 stycznia 201420:00 | Northampton Saints                                        | 13:3(3:0) | Castres            | Franklin’s Gardens, Northampton Widzów: 12 302 Sędzia: Alain Rolland |
| 17 stycznia 201420:00 | George Pisi 5 (P) Glenn Dickson 2 (pd) Steve Myler 6 (2K) | 13:3(3:0) | Rory Kockott 3 (K) | Franklin’s Gardens, Northampton Widzów: 12 302 Sędzia: Alain Rolland |

### Grupa B
| 13 października 201312:45 | Exeter Chiefs | 44:29(36:3) | Cardiff Blues                                                                                                | Sandy Park, Exeter Widzów: 8 751 Sędzia: Jérôme Garcès |
| 13 października 201312:45 | Ben White 5 (P) Dean Mumm 5 (P) Fetu’u Vainikolo 5 (P) Gareth Steenson 11 (4pd K) Henry Slade 3 (K) Ian Whitten 5 (P) Matt Jess 5 (P) Tom Johnson 5 (P) | 44:29(36:3) | Alex Cuthbert 5 (P) Harry Robinson 5 (P) Leigh Halfpenny 9 (3pd K) Lloyd Williams 5 (P) Robin Copeland 5 (P) | Sandy Park, Exeter Widzów: 8 751 Sędzia: Jérôme Garcès |
| 13 października 201312:45 | Ian Whitten · Sireli Naqelevuki | 44:29(36:3) | Marc Breeze                                                                                                  | Sandy Park, Exeter Widzów: 8 751 Sędzia: Jérôme Garcès |

| 13 października 201316:00 | Tulon | 51:28(34:0) | Glasgow Warriors                                                                       | Stade Mayol, Tulon Widzów: 14 145 Sędzia: Greg Garner |
| 13 października 201316:00 | Chris Masoe 5 (P) Delon Armitage 5 (P) Frédéric Michalak 10 (2pd 2K) Jonny Wilkinson 9 (3pd K) Matt Giteau 12 (2P pd) Maxime Mermoz 10 (2P) | 51:28(34:0) | DTH van der Merwe 10 (2P) Jonny Gray 5 (P) Niko Matawalu 5 (P) Ruaridh Jackson 8 (4pd) | Stade Mayol, Tulon Widzów: 14 145 Sędzia: Greg Garner |

| 19 października 201313:35 | Cardiff Blues                                                      | 19:15(6:6) | Tulon                   | Cardiff Arms Park, Cardiff Widzów: 11 573 Sędzia: JP Doyle |
| 19 października 201313:35 | Gareth Davies 5 (P) Leigh Halfpenny 11 (pd 3K) Rhys Patchell 3 (K) | 19:15(6:6) | Jonny Wilkinson 15 (5K) | Cardiff Arms Park, Cardiff Widzów: 11 573 Sędzia: JP Doyle |

| 20 października 201314:00 | Glasgow Warriors                                                  | 20:16(6:9) | Exeter Chiefs                                              | Scotstoun Stadium, Glasgow Widzów: 6 047 Sędzia: Romain Poite |
| 20 października 201314:00 | Ruaridh Jackson 10 (2pd 2K) Tim Swinson 5 (P) Tyrone Holmes 5 (P) | 20:16(6:9) | Dave Ewers 5 (P) Gareth Steenson 9 (3K) Henry Slade 2 (pd) | Scotstoun Stadium, Glasgow Widzów: 6 047 Sędzia: Romain Poite |
| 20 października 201314:00 | Gareth Steenson                                                   | 20:16(6:9) |                                                            | Scotstoun Stadium, Glasgow Widzów: 6 047 Sędzia: Romain Poite |

| 6 grudnia 201320:00 | Cardiff Blues                                                         | 29:20(16:7) | Glasgow Warriors                                                 | Cardiff Arms Park, Cardiff Widzów: 6 144 Sędzia: George Clancy |
| 6 grudnia 201320:00 | Alex Cuthbert 5 (P) Leigh Halfpenny 16 (2pd 4K) Rhys Patchell 8 (P K) | 29:20(16:7) | Duncan Weir 10 (2pd 2K) Leone Nakarawa 5 (P) Sean Maitland 5 (P) | Cardiff Arms Park, Cardiff Widzów: 6 144 Sędzia: George Clancy |

| 7 grudnia 201313:35 | Exeter Chiefs                            | 9:14(9:8) | Tulon                                                           | Sandy Park, Exeter Widzów: 10 744 Sędzia: Alain Rolland |
| 7 grudnia 201313:35 | Gareth Steenson 6 (2K) Henry Slade 3 (K) | 9:14(9:8) | Florian Fresia 5 (P) Jonny Wilkinson 6 (dg K) Matt Giteau 3 (K) | Sandy Park, Exeter Widzów: 10 744 Sędzia: Alain Rolland |

| 13 grudnia 201320:00 | Glasgow Warriors                    | 7:9(0:6) | Cardiff Blues                              | Scotstoun Stadium, Glasgow Widzów: 5 429 Sędzia: Pascal Gaüzère |
| 13 grudnia 201320:00 | Duncan Weir 2 (pd) Ryan Grant 5 (P) | 7:9(0:6) | Leigh Halfpenny 6 (2K) Rhys Patchell 3 (K) | Scotstoun Stadium, Glasgow Widzów: 5 429 Sędzia: Pascal Gaüzère |
| 13 grudnia 201320:00 | Sam Hobbs                           | 7:9(0:6) |                                            | Scotstoun Stadium, Glasgow Widzów: 5 429 Sędzia: Pascal Gaüzère |

| 14 grudnia 201314:35 | Tulon                                                                                  | 32:20(15:10) | Exeter Chiefs                                                              | Stade Mayol, Tulon Widzów: 13 567 Sędzia: John Lacey |
| 14 grudnia 201314:35 | David Smith 10 (2P) Jonny Wilkinson 5 (P) Matt Giteau 12 (3pd 2K) Xavier Chiocci 5 (P) | 32:20(15:10) | Ben White 5 (P) Ceri Sweeney 2 (pd) Don Armand 5 (P) Henry Slade 8 (pd 2K) | Stade Mayol, Tulon Widzów: 13 567 Sędzia: John Lacey |

| 11 stycznia 201415:00 | Exeter Chiefs                               | 10:15(10:12) | Glasgow Warriors                                           | Sandy Park, Exeter Widzów: 6 978 Sędzia: George Clancy |
| 11 stycznia 201415:00 | Fetu’u Vainikolo 5 (P) Henry Slade 5 (pd K) | 10:15(10:12) | Sean Lamont 5 (P) Sean Maitland 5 (P) Stuart Hogg 5 (pd K) | Sandy Park, Exeter Widzów: 6 978 Sędzia: George Clancy |

| 11 stycznia 201416:40 | Tulon                                                           | 43:20(15:13) | Cardiff Blues                                                | Allianz Riviera, Nicea Widzów: 31 170 Sędzia: Greg Garner |
| 11 stycznia 201416:40 | David Smith 5 (P) Jonny Wilkinson 23 (4pd 5K)                   | 43:20(15:13) | Filo Paulo 5 (P) Leigh Halfpenny 10 (2pd 2K) Sam Hobbs 5 (P) | Allianz Riviera, Nicea Widzów: 31 170 Sędzia: Greg Garner |
| 11 stycznia 201416:40 | Benoit Bourrust · Chris Czekaj · Ellis Jenkins · Robin Copeland | 43:20(15:13) |                                                              | Allianz Riviera, Nicea Widzów: 31 170 Sędzia: Greg Garner |

| 18 stycznia 201415:40 | Cardiff Blues                                 | 13:19(10:13) | Exeter Chiefs                               | Cardiff Arms Park, Cardiff Widzów: 12 125 Sędzia: John Lacey |
| 18 stycznia 201415:40 | Alex Cuthbert 5 (P) Leigh Halfpenny 8 (pd 2K) | 13:19(10:13) | Don Armand 5 (P) Gareth Steenson 14 (pd 4K) | Cardiff Arms Park, Cardiff Widzów: 12 125 Sędzia: John Lacey |
| 18 stycznia 201415:40 | Dave Lewis                                    | 13:19(10:13) |                                             | Cardiff Arms Park, Cardiff Widzów: 12 125 Sędzia: John Lacey |

| 18 stycznia 201415:40 | Glasgow Warriors                         | 8:15(3:6) | Tulon                   | Scotstoun Stadium, Glasgow Widzów: 6 541 Sędzia: JP Doyle |
| 18 stycznia 201415:40 | Chris Fusaro 5 (P) Ruaridh Jackson 3 (K) | 8:15(3:6) | Jonny Wilkinson 15 (5K) | Scotstoun Stadium, Glasgow Widzów: 6 541 Sędzia: JP Doyle |
| 18 stycznia 201415:40 | Niko Matawalu                            | 8:15(3:6) | Sebastien Tillous-Borde | Scotstoun Stadium, Glasgow Widzów: 6 541 Sędzia: JP Doyle |

### Grupa C
| 11 października 201320:00 | Connacht                                                     | 17:23(17:17) | Saracens                                                      | The Sportsground, Galway Widzów: 7 546 Sędzia: Pascal Gaüzère |
| 11 października 201320:00 | Dan Parks 7 (2pd K) Danie Poolman 5 (P) Kieran Marmion 5 (P) | 17:23(17:17) | Chris Ashton 5 (P) Chris Wyles 5 (P) Owen Farrell 13 (2pd 3K) | The Sportsground, Galway Widzów: 7 546 Sędzia: Pascal Gaüzère |

| 11 października 201321:00 | Tuluza | 38:5(24:0) | Zebre               | Stade Ernest-Wallon, Tuluza Widzów: 12 008 Sędzia: Luke Pearce |
| 11 października 201321:00 | Gregory Lamboley 5 (P) Jean-Pascal Barraque 2 (pd) Maxime Médard 10 (2P) Sébastien Bézy 6 (3pd) Yannick Nyanga 5 (P) Yoann Huget 10 (2P) | 38:5(24:0) | Dion Berryman 5 (P) | Stade Ernest-Wallon, Tuluza Widzów: 12 008 Sędzia: Luke Pearce |

| 18 października 201319:45 | Saracens                                  | 16:17(13:7) | Tuluza                                                                       | Stadion Wembley, Londyn Widzów: 61 248 Sędzia: Nigel Owens |
| 18 października 201319:45 | Chris Wyles 5 (P) Owen Farrell 11 (pd 3K) | 16:17(13:7) | Christopher Tolofua 5 (P) Jean-Marc Doussain 7 (2pd K) Louis Picamoles 5 (P) | Stadion Wembley, Londyn Widzów: 61 248 Sędzia: Nigel Owens |
| 18 października 201319:45 | David Strettle                            | 16:17(13:7) |                                                                              | Stadion Wembley, Londyn Widzów: 61 248 Sędzia: Nigel Owens |

| 19 października 201314:35 | Zebre                  | 6:33(3:19) | Connacht                                                   | Stadio XXV Aprile, Parma Widzów: 2 000 Sędzia: Ian Davies |
| 19 października 201314:35 | Luciano Orquera 6 (2K) | 6:33(3:19) | Dan Parks 23 (pd 7K) George Naoupu 5 (P) Mata Fifita 5 (P) | Stadio XXV Aprile, Parma Widzów: 2 000 Sędzia: Ian Davies |

| 7 grudnia 201314:35 | Zebre                                                         | 10:39(0:25) | Saracens | Stadio XXV Aprile, Parma Widzów: 2 350 Sędzia: Pascal Gaüzère |
| 7 grudnia 201314:35 | Gonzalo Garcia 3 (K) Luciano Orquera 2 (pd) Samu Vunisa 5 (P) | 10:39(0:25) | Charlie Hodgson 12 (3pd 2K) Chris Ashton 10 (2P) Chris Wyles 5 (P) Ernst Joubert 5 (P) George Kruis 5 (P) Owen Farrell 2 (pd) | Stadio XXV Aprile, Parma Widzów: 2 350 Sędzia: Pascal Gaüzère |
| 7 grudnia 201314:35 | Mauro Bergamasco · Samu Vunisa                                | 10:39(0:25) | Duncan Taylor | Stadio XXV Aprile, Parma Widzów: 2 350 Sędzia: Pascal Gaüzère |

| 8 grudnia 201316:00 | Tuluza                                                                      | 14:16(7:6) | Connacht                                     | Stade Ernest-Wallon, Tuluza Widzów: 16 742 Sędzia: Marius Mitrea |
| 8 grudnia 201316:00 | Jean-Pascal Barraque 7 (P pd) Lionel Beauxis 2 (pd) Thierry Dusautoir 5 (P) | 14:16(7:6) | Dan Parks 11 (pd dg 2K) Kieran Marmion 5 (P) | Stade Ernest-Wallon, Tuluza Widzów: 16 742 Sędzia: Marius Mitrea |

| 14 grudnia 201315:00 | Saracens | 64:3(29:3) | Zebre                 | Allianz Park, Londyn Widzów: 7 395 Sędzia: Dudley Phillips |
| 14 grudnia 201315:00 | Ben Ransom 5 (P) Billy Vunipola 5 (P) Chris Ashton 5 (P) David Strettle 5 (P) Duncan Taylor 10 (2P) Jacques Burger 5 (P) Jamie George 5 (P) Owen Farrell 19 (8pd K) Richard Wigglesworth 5 (P) | 64:3(29:3) | Luciano Orquera 3 (K) | Allianz Park, Londyn Widzów: 7 395 Sędzia: Dudley Phillips |
| 14 grudnia 201315:00 | Jackson Wray | 64:3(29:3) | Nicola Cattina        | Allianz Park, Londyn Widzów: 7 395 Sędzia: Dudley Phillips |

| 14 grudnia 201318:00 | Connacht            | 9:37(9:22) | Tuluza | The Sportsground, Galway Widzów: 7 661 Sędzia: Leighton Hodges |
| 14 grudnia 201318:00 | Dan Parks 9 (2dg K) | 9:37(9:22) | Christopher Tolofua 5 (P) Gael Fickou 5 (P) Lionel Beauxis 12 (3pd 2K) Louis Picamoles 5 (P) Maxime Médard 10 (2P) | The Sportsground, Galway Widzów: 7 661 Sędzia: Leighton Hodges |

| 11 stycznia 201415:40 | Connacht                                                     | 20:3(13:3) | Zebre                 | The Sportsground, Galway Widzów: 5 217 Sędzia: Neil Paterson |
| 11 stycznia 201415:40 | Jack Carty 10 (2pd 2K) Matt Healy 5 (P) Robbie Henshaw 5 (P) | 20:3(13:3) | Luciano Orquera 3 (K) | The Sportsground, Galway Widzów: 5 217 Sędzia: Neil Paterson |
| 11 stycznia 201415:40 | Filippo Ferrarini                                            | 20:3(13:3) |                       | The Sportsground, Galway Widzów: 5 217 Sędzia: Neil Paterson |

| 12 stycznia 201416:00 | Tuluza                     | 21:11(12:8) | Saracens                               | Stade Ernest-Wallon, Tuluza Widzów: 18 838 Sędzia: Alain Rolland |
| 12 stycznia 201416:00 | Jean-Marc Doussain 21 (7K) | 21:11(12:8) | Chris Ashton 5 (P) Owen Farrell 6 (2K) | Stade Ernest-Wallon, Tuluza Widzów: 18 838 Sędzia: Alain Rolland |
| 12 stycznia 201416:00 | Mako Vunipola              | 21:11(12:8) |                                        | Stade Ernest-Wallon, Tuluza Widzów: 18 838 Sędzia: Alain Rolland |

| 18 stycznia 201413:35 | Saracens | 64:6(0:0) | Connacht         | Allianz Park, Londyn Widzów: 9 614 Sędzia: Leighton Hodges |
| 18 stycznia 201413:35 | Alex Goode 5 (P) Charlie Hodgson 9 (3pd K) Chris Ashton 10 (2P) Chris Wyles 5 (P) David Strettle 15 (3P) George Kruis 5 (P) Jackson Wray 5 (P) James Johnston 5 (P) Schalk Brits 5 (P) | 64:6(0:0) | Dan Parks 6 (2K) | Allianz Park, Londyn Widzów: 9 614 Sędzia: Leighton Hodges |
| 18 stycznia 201413:35 | Nathan White | 64:6(0:0) |                  | Allianz Park, Londyn Widzów: 9 614 Sędzia: Leighton Hodges |

| 18 stycznia 201414:35 | Zebre                                  | 6:16(3:10) | Tuluza                                              | Stadio XXV Aprile, Parma Widzów: 2 150 Sędzia: Dudley Phillips |
| 18 stycznia 201414:35 | Luciano Orquera 6 (2K)                 | 6:16(3:10) | Jean-Marc Doussain 8 (pd 2K) Sébastien Bézy 8 (P K) | Stadio XXV Aprile, Parma Widzów: 2 150 Sędzia: Dudley Phillips |
| 18 stycznia 201414:35 | Dries van Schalkwyk · Mauro Bergamasco | 6:16(3:10) |                                                     | Stadio XXV Aprile, Parma Widzów: 2 150 Sędzia: Dudley Phillips |

### Grupa D
| 12 października 201315:40 | Harlequins                                   | 26:33(10:20) | Scarlets                                                                                     | Twickenham Stoop, Londyn Widzów: 11 465 Sędzia: John Lacey |
| 12 października 201315:40 | Mike Brown 10 (2P) Nick Evans 16 (2pd dg 3K) | 26:33(10:20) | Jordan Williams 5 (P) Rhodri Williams 5 (P) Rhys Priestland 18 (3pd 4K) Scott Williams 5 (P) | Twickenham Stoop, Londyn Widzów: 11 465 Sędzia: John Lacey |
| 12 października 201315:40 | Rob Evans · Samson Lee                       | 26:33(10:20) |                                                                                              | Twickenham Stoop, Londyn Widzów: 11 465 Sędzia: John Lacey |

| 13 października 201321:00 | Racing Métro                                   | 13:9(3:9) | Clermont            | Stade Olympique Yves-du-Manoir, Colombes Widzów: 9 357 Sędzia: Nigel Owens |
| 13 października 201321:00 | Jonathan Sexton 8 (pd 2K) Marc Andreu 5 (P)    | 13:9(3:9) | Morgan Parra 9 (3K) | Stade Olympique Yves-du-Manoir, Colombes Widzów: 9 357 Sędzia: Nigel Owens |
| 13 października 201321:00 | Dawit Chinczagiszwili · Francois van der Merwe | 13:9(3:9) | Napolioni Nalaga    | Stade Olympique Yves-du-Manoir, Colombes Widzów: 9 357 Sędzia: Nigel Owens |

| 19 października 201318:00 | Scarlets                                                               | 26:26(20:10) | Racing Métro                                                           | Parc y Scarlets, Llanelli Widzów: 8 388 Sędzia: Neil Paterson |
| 19 października 201318:00 | Rhodri Williams 5 (P) Rhys Priestland 16 (2pd 4K) Scott Williams 5 (P) | 26:26(20:10) | Jonathan Sexton 16 (2pd 4K) Masi Matadigo 5 (P) Wenceslas Lauret 5 (P) | Parc y Scarlets, Llanelli Widzów: 8 388 Sędzia: Neil Paterson |
| 19 października 201318:00 | Dimitri Szarzewski · Fabrice Estebanez                                 | 26:26(20:10) |                                                                        | Parc y Scarlets, Llanelli Widzów: 8 388 Sędzia: Neil Paterson |

| 20 października 201316:00 | Clermont                                                                         | 23:16(20:13) | Harlequins                                                 | Stade Marcel-Michelin, Clermont-Ferrand Widzów: 17 631 Sędzia: George Clancy |
| 20 października 201316:00 | Brock James 8 (pd 2K) Lee Byrne 5 (P) Thierry Lacrampe 5 (P) Wesley Fofana 5 (P) | 23:16(20:13) | Ben Botica 3 (K) Nick Evans 8 (pd dg K) Tom Williams 5 (P) | Stade Marcel-Michelin, Clermont-Ferrand Widzów: 17 631 Sędzia: George Clancy |
| 20 października 201316:00 | Lee Byrne                                                                        | 23:16(20:13) |                                                            | Stade Marcel-Michelin, Clermont-Ferrand Widzów: 17 631 Sędzia: George Clancy |

| 7 grudnia 201314:35 | Clermont                                                                                                  | 32:11(6:3) | Scarlets                                                          | Stade Marcel-Michelin, Clermont-Ferrand Widzów: 17 140 Sędzia: JP Doyle |
| 7 grudnia 201314:35 | Brock James 10 (2pd 2K) Clément Ric 5 (P) Jamie Cudmore 5 (P) Mike Delany 2 (pd) Napolioni Nalaga 10 (2P) | 32:11(6:3) | Jordan Williams 3 (K) Rhodri Williams 5 (P) Rhys Priestland 3 (K) | Stade Marcel-Michelin, Clermont-Ferrand Widzów: 17 140 Sędzia: JP Doyle |

| 7 grudnia 201316:40 | Racing Métro                                   | 8:32(3:17) | Harlequins                                                                         | Stade de la Beaujoire, Nantes Widzów: 29 395 Sędzia: Leighton Hodges |
| 7 grudnia 201316:40 | Benjamin Dambielle 3 (K) Bernard Le Roux 5 (P) | 8:32(3:17) | Charlie Walker 5 (P) Karl Dickson 5 (P) Nick Easter 5 (P) Nick Evans 17 (P 3pd 2K) | Stade de la Beaujoire, Nantes Widzów: 29 395 Sędzia: Leighton Hodges |

| 14 grudnia 201315:40 | Scarlets                                     | 13:31(13:10) | Clermont                                                                          | Parc y Scarlets, Llanelli Widzów: 7 591 Sędzia: Wayne Barnes |
| 14 grudnia 201315:40 | Gareth Maule 5 (P) Rhys Priestland 8 (pd 2K) | 13:31(13:10) | Brock James 6 (3pd) Fritz Lee 5 (P) Mike Delany 5 (pd K) Napolioni Nalaga 10 (2P) | Parc y Scarlets, Llanelli Widzów: 7 591 Sędzia: Wayne Barnes |
| 14 grudnia 201315:40 | Aurélien Rougerie                            | 13:31(13:10) |                                                                                   | Parc y Scarlets, Llanelli Widzów: 7 591 Sędzia: Wayne Barnes |

| 15 grudnia 201312:45 | Harlequins                                              | 17:3(14:0) | Racing Métro          | Twickenham Stoop, Londyn Widzów: 11 502 Sędzia: Alain Rolland |
| 15 grudnia 201312:45 | Ben Botica 3 (K) Charlie Walker 5 (P) Nick Evans 9 (3K) | 17:3(14:0) | Jonathan Sexton 3 (K) | Twickenham Stoop, Londyn Widzów: 11 502 Sędzia: Alain Rolland |
| 15 grudnia 201312:45 | Dawit Chinczagiszwili                                   | 17:3(14:0) |                       | Twickenham Stoop, Londyn Widzów: 11 502 Sędzia: Alain Rolland |

| 10 stycznia 201421:00 | Racing Métro                                                             | 13:19(10:6) | Scarlets                                           | Stade Olympique Yves-du-Manoir, Colombes Widzów: 6 658 Sędzia: Luke Pearce |
| 10 stycznia 201421:00 | Jonathan Sexton 5 (pd K) Juan Martín Hernández 3 (K) Mike Phillips 5 (P) | 13:19(10:6) | Kristian Phillips 5 (P) Rhys Priestland 14 (pd 4K) | Stade Olympique Yves-du-Manoir, Colombes Widzów: 6 658 Sędzia: Luke Pearce |

| 11 stycznia 201413:35 | Harlequins                             | 13:16(13:3) | Clermont                                                          | Twickenham Stoop, Londyn Widzów: 12 816 Sędzia: John Lacey |
| 11 stycznia 201413:35 | Matt Hopper 5 (P) Nick Evans 8 (pd 2K) | 13:16(13:3) | Brock James 6 (2K) Napolioni Nalaga 5 (P) Sitiveni Sivivatu 5 (P) | Twickenham Stoop, Londyn Widzów: 12 816 Sędzia: John Lacey |

| 19 stycznia 201415:00 | Scarlets                                                                               | 20:22(15:14) | Harlequins                                                                                        | Parc y Scarlets, Llanelli Widzów: 7 516 Sędzia: Jérôme Garcès |
| 19 stycznia 201415:00 | Aaron Shingler 5 (P) Gareth Davies 5 (P) Rhys Priestland 5 (pd K) Scott Williams 5 (P) | 20:22(15:14) | Ben Botica 3 (K) Karl Dickson 5 (P) Mike Brown 5 (P) Nick Evans 4 (2pd) Ollie Lindsay-Hague 5 (P) | Parc y Scarlets, Llanelli Widzów: 7 516 Sędzia: Jérôme Garcès |
| 19 stycznia 201415:00 | Aaron Shingler                                                                         | 20:22(15:14) |                                                                                                   | Parc y Scarlets, Llanelli Widzów: 7 516 Sędzia: Jérôme Garcès |

| 19 stycznia 201416:00 | Clermont                                                                        | 28:3(14:3) | Racing Métro           | Stade Marcel-Michelin, Clermont-Ferrand Widzów: 17 341 Sędzia: Greg Garner |
| 19 stycznia 201416:00 | Fritz Lee 5 (P) Gerhard Vosloo 10 (2P) Mike Delany 8 (4pd) Vincent Debaty 5 (P) | 28:3(14:3) | Maxime Machenaud 3 (K) | Stade Marcel-Michelin, Clermont-Ferrand Widzów: 17 341 Sędzia: Greg Garner |
| 19 stycznia 201416:00 | Bernard Le Roux · Dimitri Szarzewski · Luc Ducalcon                             | 28:3(14:3) |                        | Stade Marcel-Michelin, Clermont-Ferrand Widzów: 17 341 Sędzia: Greg Garner |

### Grupa E
| 11 października 201320:00 | Ulster                                    | 22:16(13:10) | Leicester Tigers                                                | Ravenhill Stadium, Belfast Widzów: 14 026 Sędzia: Romain Poite |
| 11 października 201320:00 | Paddy Jackson 17 (pd 5K) Tommy Bowe 5 (P) | 22:16(13:10) | Logovii Mulipola 5 (P) Owen Williams 3 (K) Toby Flood 8 (pd 2K) | Ravenhill Stadium, Belfast Widzów: 14 026 Sędzia: Romain Poite |
| 11 października 201320:00 | Jordan Crane                              | 22:16(13:10) |                                                                 | Ravenhill Stadium, Belfast Widzów: 14 026 Sędzia: Romain Poite |

| 12 października 201314:35 | Benetton                                      | 10:27(0:0) | Montpellier                                                                   | Stadio comunale di Monigo, Treviso Widzów: 4 635 Sędzia: Dudley Phillips |
| 12 października 201314:35 | Christian Loamanu 5 (P) Tobias Botes 5 (pd K) | 10:27(0:0) | Benoit Paillaugue 12 (4K) Jonathan Pelissie 10 (P pd K) Thomas Combezou 5 (P) | Stadio comunale di Monigo, Treviso Widzów: 4 635 Sędzia: Dudley Phillips |
| 12 października 201314:35 | Enrico Ceccato · Robert Barbieri              | 10:27(0:0) | Mamuka Gorgodze · Maximiliano Bustos                                          | Stadio comunale di Monigo, Treviso Widzów: 4 635 Sędzia: Dudley Phillips |

| 18 października 201320:00 | Leicester Tigers                                                                                    | 34:3(13:0) | Benetton           | Welford Road, Leicester Widzów: 19 838 Sędzia: Pascal Gaüzère |
| 18 października 201320:00 | Adam Thompstone 5 (P) Blaine Scully 5 (P) Toby Flood 14 (4pd 2K) Tom Waldrom 5 (P) Tom Youngs 5 (P) | 34:3(13:0) | Tobias Botes 3 (K) | Welford Road, Leicester Widzów: 19 838 Sędzia: Pascal Gaüzère |
| 18 października 201320:00 | Antonio Pavanello · Christian Loamanu                                                               | 34:3(13:0) |                    | Welford Road, Leicester Widzów: 19 838 Sędzia: Pascal Gaüzère |

| 19 października 201316:40 | Montpellier                               | 8:25(3:7) | Ulster                                                           | Stade Yves-du-Manoir, Montpellier Widzów: 11 712 Sędzia: Leighton Hodges |
| 19 października 201316:40 | Jonathan Pelissie 3 (K) Yoan Audrin 5 (P) | 8:25(3:7) | Andrew Trimble 5 (P) Paddy Jackson 5 (pd K) Ruan Pienaar 15 (5K) | Stade Yves-du-Manoir, Montpellier Widzów: 11 712 Sędzia: Leighton Hodges |

| 7 grudnia 201318:00 | Ulster | 48:0(22:0) | Benetton | Ravenhill Stadium, Belfast Widzów: 12 977 Sędzia: Luke Pearce |
| 7 grudnia 201318:00 | Andrew Trimble 5 (P) Dan Tuohy 5 (P) John Afoa 5 (P) Luke Marshall 10 (2P) Paddy Jackson 18 (P 5pd K) Sean Doyle 5 (P) | 48:0(22:0) |          | Ravenhill Stadium, Belfast Widzów: 12 977 Sędzia: Luke Pearce |
| 7 grudnia 201318:00 | Luke Marshall | 48:0(22:0) |          | Ravenhill Stadium, Belfast Widzów: 12 977 Sędzia: Luke Pearce |

| 8 grudnia 201315:00 | Leicester Tigers                                                                                        | 41:32(24:18) | Montpellier | Welford Road, Leicester Widzów: 21 404 Sędzia: John Lacey |
| 8 grudnia 201315:00 | Jamie Gibson 5 (P) Miles Benjamin 10 (2P) Ryan Lamb 3 (dg) Toby Flood 18 (3pd 4K) Vereniki Goneva 5 (P) | 41:32(24:18) | François Trinh-Duc 2 (pd) Jonathan Pelissie 10 (2pd 2K) Mamuka Gorgodze 5 (P) Pierre Berard 10 (2P) Timoci Nagusa 5 (P) | Welford Road, Leicester Widzów: 21 404 Sędzia: John Lacey |

| 14 grudnia 201314:35 | Benetton                       | 3:35(3:11) | Ulster                                                                                                | Stadio comunale di Monigo, Treviso Widzów: 3 880 Sędzia: Greg Garner |
| 14 grudnia 201314:35 | Alberto Di Bernardo 3 (K)      | 3:35(3:11) | Craig Gilroy 5 (P) Jared Payne 5 (P) Luke Marshall 5 (P) Paddy Jackson 15 (3pd 3K) Robbie Diack 5 (P) | Stadio comunale di Monigo, Treviso Widzów: 3 880 Sędzia: Greg Garner |
| 14 grudnia 201314:35 | Brendan Williams · Luke McLean | 3:35(3:11) | | Stadio comunale di Monigo, Treviso Widzów: 3 880 Sędzia: Greg Garner |

| 15 grudnia 201316:00 | Montpellier                                                                        | 14:15(0:0) | Leicester Tigers                                          | Stade Yves-du-Manoir, Montpellier Widzów: 10 859 Sędzia: Nigel Owens |
| 15 grudnia 201316:00 | Benoit Paillaugue 2 (pd) Enzo Selponi 5 (P) Eric Escande 2 (pd) Lucas Dupont 5 (P) | 14:15(0:0) | Ryan Lamb 5 (pd K) Tom Youngs 5 (P) Vereniki Goneva 5 (P) | Stade Yves-du-Manoir, Montpellier Widzów: 10 859 Sędzia: Nigel Owens |
| 15 grudnia 201316:00 | Miles Benjamin                                                                     | 14:15(0:0) |                                                           | Stade Yves-du-Manoir, Montpellier Widzów: 10 859 Sędzia: Nigel Owens |

| 10 stycznia 201420:00 | Ulster                                                        | 27:16(17:13) | Montpellier                                         | Ravenhill Stadium, Belfast Widzów: 14 000 Sędzia: Wayne Barnes |
| 10 stycznia 201420:00 | John Afoa 5 (P) Robbie Diack 5 (P) Ruan Pienaar 17 (P 3pd 2K) | 27:16(17:13) | Eric Escande 11 (pd 3K) Robins Tchale-Watchou 5 (P) | Ravenhill Stadium, Belfast Widzów: 14 000 Sędzia: Wayne Barnes |

| 11 stycznia 201414:35 | Benetton                                        | 19:34(13:8) | Leicester Tigers                                                                    | Stadio comunale di Monigo, Treviso Widzów: 4 425 Sędzia: Romain Poite |
| 11 stycznia 201414:35 | Lorenzo Cittadini 5 (P) Mat Berquist 14 (pd 4K) | 19:34(13:8) | David Mele 11 (pd 3K) Julian Salvi 5 (P) Miles Benjamin 10 (2P) Owen Williams 3 (K) | Stadio comunale di Monigo, Treviso Widzów: 4 425 Sędzia: Romain Poite |
| 11 stycznia 201414:35 | Brendan Williams                                | 19:34(13:8) |                                                                                     | Stadio comunale di Monigo, Treviso Widzów: 4 425 Sędzia: Romain Poite |

| 18 stycznia 201418:00 | Leicester Tigers                         | 19:22(9:9) | Ulster                    | Welford Road, Leicester Widzów: 24 000 Sędzia: Nigel Owens |
| 18 stycznia 201418:00 | Niall Morris 5 (P) Toby Flood 14 (pd 4K) | 19:22(9:9) | Ruan Pienaar 22 (P pd 5K) | Welford Road, Leicester Widzów: 24 000 Sędzia: Nigel Owens |

| 18 stycznia 201419:00 | Montpellier                                                                                         | 24:6(10:0) | Benetton                             | Stade Yves-du-Manoir, Montpellier Widzów: 4 970 Sędzia: Ian Davies |
| 18 stycznia 201419:00 | Eric Escande 4 (2pd) Lucas Dupont 5 (P) Mamuka Gorgodze 5 (P) Pierre Berard 5 (P) Rene Ranger 5 (P) | 24:6(10:0) | Tobias Botes 6 (2K)                  | Stade Yves-du-Manoir, Montpellier Widzów: 4 970 Sędzia: Ian Davies |
| 18 stycznia 201419:00 | Charles Geli                                                                                        | 24:6(10:0) | Lorenzo Cittadini · Marco Filippucci | Stade Yves-du-Manoir, Montpellier Widzów: 4 970 Sędzia: Ian Davies |

### Grupa F
| 12 października 201313:35 | Edynburg                                                    | 29:23(0:0) | Munster                                                       | Murrayfield Stadium, Edynburg Widzów: 7 024 Sędzia: JP Doyle |
| 12 października 201313:35 | Greig Laidlaw 19 (2pd 5K) Matt Scott 5 (P) Tim Visser 5 (P) | 29:23(0:0) | Casey Laulala 5 (P) Ian Keatley 13 (2pd 3K) Mike Sherry 5 (P) | Murrayfield Stadium, Edynburg Widzów: 7 024 Sędzia: JP Doyle |

| 12 października 201318:00 | Gloucester                                                     | 27:22(9:13) | Perpignan                     | Kingsholm Stadium, Gloucester Widzów: 11 937 Sędzia: Leighton Hodges |
| 12 października 201318:00 | Billy Twelvetrees 17 (pd 5K) Jimmy Cowan 5 (P) Jonny May 5 (P) | 27:22(9:13) | James Hook 22 (P pd dg 4K)    | Kingsholm Stadium, Gloucester Widzów: 11 937 Sędzia: Leighton Hodges |
| 12 października 201318:00 | Matt Kvesic                                                    | 27:22(9:13) | Nicolas Durand · Lifeimi Mafi | Kingsholm Stadium, Gloucester Widzów: 11 937 Sędzia: Leighton Hodges |

| 19 października 201318:00 | Munster                                                        | 26:10(16:10) | Gloucester                                    | Thomond Park, Limerick Widzów: 23 510 Sędzia: Jérôme Garcès |
| 19 października 201318:00 | Damien Varley 5 (P) Ian Keatley 16 (2pd 4K) Johne Murphy 5 (P) | 26:10(16:10) | Charlie Sharples 5 (P) Jonny Bentley 5 (pd K) | Thomond Park, Limerick Widzów: 23 510 Sędzia: Jérôme Garcès |

| 20 października 201313:45 | Perpignan                                                                             | 31:14(3:7) | Edynburg                                                      | Stade Aimé Giral, Perpignan Widzów: 10 073 Sędzia: Marius Mitrea |
| 20 października 201313:45 | James Hook 11 (4pd K) Joffrey Michel 5 (P) Justin Purll 5 (P) Wandile Mjekevu 10 (2P) | 31:14(3:7) | Cornell du Preez 5 (P) Greig Laidlaw 4 (2pd) Tim Visser 5 (P) | Stade Aimé Giral, Perpignan Widzów: 10 073 Sędzia: Marius Mitrea |

| 8 grudnia 201312:45 | Munster | 36:8(22:0) | Perpignan                             | Thomond Park, Limerick Widzów: 23 615 Sędzia: Greg Garner |
| 8 grudnia 201312:45 | Dave Kilcoyne 5 (P) Ian Keatley 7 (2pd K) James Coughlan 5 (P) JJ Hanrahan 4 (2pd) Keith Earls 5 (P) Sean Dougall 5 (P) | 36:8(22:0) | James Hook 3 (K) Joffrey Michel 5 (P) | Thomond Park, Limerick Widzów: 23 615 Sędzia: Greg Garner |
| 8 grudnia 201312:45 | Kisi Pulu | 36:8(22:0) |                                       | Thomond Park, Limerick Widzów: 23 615 Sędzia: Greg Garner |

| 8 grudnia 201313:00 | Edynburg                                                  | 12:23(5:18) | Gloucester                                                   | Murrayfield Stadium, Edynburg Widzów: 5 417 Sędzia: Jérôme Garcès |
| 8 grudnia 201313:00 | David Denton 5 (P) Greig Laidlaw 2 (pd) Greig Tonks 5 (P) | 12:23(5:18) | Freddie Burns 8 (pd 2K) Martyn Thomas 10 (2P) Rob Cook 5 (P) | Murrayfield Stadium, Edynburg Widzów: 5 417 Sędzia: Jérôme Garcès |
| 8 grudnia 201313:00 | James Hudson                                              | 12:23(5:18) |                                                              | Murrayfield Stadium, Edynburg Widzów: 5 417 Sędzia: Jérôme Garcès |

| 14 grudnia 201316:40 | Perpignan                                     | 17:18(9:3) | Munster                                 | Stade Aimé Giral, Perpignan Widzów: 11 824 Sędzia: JP Doyle |
| 14 grudnia 201316:40 | Tommaso Benvenuti 5 (P) Tommaso Allan 12 (4K) | 17:18(9:3) | Ian Keatley 8 (pd 2K) JJ Hanrahan 5 (P) | Stade Aimé Giral, Perpignan Widzów: 11 824 Sędzia: JP Doyle |
| 14 grudnia 201316:40 | Romain Terrain                                | 17:18(9:3) | Peter O’Mahony                          | Stade Aimé Giral, Perpignan Widzów: 11 824 Sędzia: JP Doyle |

| 15 grudnia 201315:00 | Gloucester             | 10:16(7:9) | Edynburg                                 | Kingsholm Stadium, Gloucester Widzów: 10 975 Sędzia: Romain Poite |
| 15 grudnia 201315:00 | Freddie Burns 5 (pd K) | 10:16(7:9) | Ben Atiga 5 (P) Jack Cuthbert 11 (pd 3K) | Kingsholm Stadium, Gloucester Widzów: 10 975 Sędzia: Romain Poite |
| 15 grudnia 201315:00 | Ben Morgan             | 10:16(7:9) | WP Nel                                   | Kingsholm Stadium, Gloucester Widzów: 10 975 Sędzia: Romain Poite |

| 11 stycznia 201418:00 | Edynburg                                                                           | 27:16(13:6) | Perpignan                                  | Murrayfield Stadium, Edynburg Widzów: 5 061 Sędzia: Peter Fitzgibbon |
| 11 stycznia 201418:00 | Cornell du Preez 5 (P) Dougie Fife 5 (P) Greig Laidlaw 12 (3pd 2K) Tom Brown 5 (P) | 27:16(13:6) | James Hook 11 (pd 3K) Maxime Delonca 5 (P) | Murrayfield Stadium, Edynburg Widzów: 5 061 Sędzia: Peter Fitzgibbon |
| 11 stycznia 201418:00 | Guilhem Guirado                                                                    | 27:16(13:6) |                                            | Murrayfield Stadium, Edynburg Widzów: 5 061 Sędzia: Peter Fitzgibbon |

| 11 stycznia 201418:00 | Gloucester                                  | 7:20(7:10) | Munster                                                        | Kingsholm Stadium, Gloucester Widzów: 16 121 Sędzia: Leighton Hodges |
| 11 stycznia 201418:00 | Charlie Sharples 5 (P) Freddie Burns 2 (pd) | 7:20(7:10) | Ian Keatley 10 (2pd 2K) Keith Earls 5 (P) Peter O’Mahony 5 (P) | Kingsholm Stadium, Gloucester Widzów: 16 121 Sędzia: Leighton Hodges |

| 19 stycznia 201412:45 | Munster | 38:6(12:6) | Edynburg             | Thomond Park, Limerick Widzów: 25 600 Sędzia: Wayne Barnes |
| 19 stycznia 201412:45 | Conor Murray 5 (P) Felix Jones 5 (P) Ian Keatley 8 (4pd) James Coughlan 5 (P) Johne Murphy 5 (P) Peter O’Mahony 5 (P) Simon Zebo 5 (P) | 38:6(12:6) | Greig Laidlaw 6 (2K) | Thomond Park, Limerick Widzów: 25 600 Sędzia: Wayne Barnes |
| 19 stycznia 201412:45 | Cornell du Preez · Geoff Cross | 38:6(12:6) |                      | Thomond Park, Limerick Widzów: 25 600 Sędzia: Wayne Barnes |

| 19 stycznia 201413:45 | Perpignan                                                     | 18:36(10:19) | Gloucester                                                                                              | Stade Aimé Giral, Perpignan Widzów: 7 235 Sędzia: George Clancy |
| 19 stycznia 201413:45 | Karl Chateau 5 (P) Sione Piukala 5 (P) Tom Ecochard 8 (pd 2K) | 18:36(10:19) | Ben Morgan 5 (P) Charlie Sharples 5 (P) Freddie Burns 11 (4pd dg) Jonny May 5 (P) Shane Monahan 10 (2P) | Stade Aimé Giral, Perpignan Widzów: 7 235 Sędzia: George Clancy |
| 19 stycznia 201413:45 | Giorgi Jgenti                                                 | 18:36(10:19) | | Stade Aimé Giral, Perpignan Widzów: 7 235 Sędzia: George Clancy |

## Faza pucharowa
|  |                  |                  |                  |                  |    |          |              |          |  |  |       |       |       |
|  | Ćwierćfinał      | Ćwierćfinał      | Ćwierćfinał      |                  |    | Półfinał | Półfinał     | Półfinał |  |  | Finał | Finał | Finał |
|  | Ćwierćfinał      | Ćwierćfinał      | Ćwierćfinał      |                  |    | Półfinał | Półfinał     | Półfinał |  |  | Finał | Finał | Finał |
|  | 06 kwietnia 2014 |                  |                  |                  |    |          |              |          |  |  |       |       |       |
|  |                  |                  |                  |                  |    |          |              |          |  |  |       |       |       |
|  | Tulon            | Tulon            | 29               |                  |    |          |              |          |  |  |       |       |       |
|  | Tulon            | Tulon            | 29               | 27 kwietnia 2014 |    |          |              |          |  |  |       |       |       |
|  | Leinster         | Leinster         | 14               |                  |    |          |              |          |  |  |       |       |       |
|  | Leinster         | Leinster         | 14               |                  |    | Tulon    | Tulon        | 24       |  |  |       |       |       |
|  | 05 kwietnia 2014 |                  |                  |                  |    | Tulon    | Tulon        | 24       |  |  |       |       |       |
|  |                  |                  | Munster          | Munster          | 16 |          |              |          |  |  |       |       |       |
|  | Munster          | Munster          | Munster          | Munster          | 16 | 47       |              |          |  |  |       |       |       |
|  | Munster          | Munster          |                  |                  |    | 47       | 24 maja 2014 |          |  |  |       |       |       |
|  | Tuluza           | Tuluza           | 23               |                  |    |          |              |          |  |  |       |       |       |
|  | Tuluza           | Tuluza           | 23               |                  |    | Tulon    | Tulon        | 23       |  |  |       |       |       |
|  | 05 kwietnia 2014 |                  |                  |                  |    | Tulon    | Tulon        | 23       |  |  |       |       |       |
|  |                  |                  | Saracens         | Saracens         | 6  |          |              |          |  |  |       |       |       |
|  | Ulster           | Ulster           | Saracens         | Saracens         | 6  | 15       |              |          |  |  |       |       |       |
|  | Ulster           | Ulster           | 26 kwietnia 2014 |                  |    | 15       |              |          |  |  |       |       |       |
|  | Saracens         | Saracens         | 17               |                  |    |          |              |          |  |  |       |       |       |
|  | Saracens         | Saracens         | 17               |                  |    | Saracens | Saracens     | 46       |  |  |       |       |       |
|  | 05 kwietnia 2014 |                  |                  |                  |    | Saracens | Saracens     | 46       |  |  |       |       |       |
|  |                  |                  | Clermont         | Clermont         | 6  |          |              |          |  |  |       |       |       |
|  | Clermont         | Clermont         | Clermont         | Clermont         | 6  | 22       |              |          |  |  |       |       |       |
|  | Clermont         | Clermont         |                  |                  |    |          |              |          |  |  |       |       |       |
|  | Leicester Tigers | Leicester Tigers | 16               |                  |    |          |              |          |  |  |       |       |       |
|  | Leicester Tigers | Leicester Tigers | 16               |                  |    |          |              |          |  |  |       |       |       |

| 6 kwietnia 201417:30 | Tulon | 29:14(6:6) | Leinster                                 | Stade Mayol, Tulon Widzów: 15 252 Sędzia: Wayne Barnes |
| 6 kwietnia 201417:30 | Delon Armitage 3 (K) Drew Mitchell 5 (P) Jonny Wilkinson 6 (2K) Matt Giteau 10 (2pd 2K) Xavier Chiocci 5 (P) | 29:14(6:6) | Jimmy Gopperth 9 (3K) Jordi Murphy 5 (P) | Stade Mayol, Tulon Widzów: 15 252 Sędzia: Wayne Barnes |
| 6 kwietnia 201417:30 | Florian Fresia                                                                                               | 29:14(6:6) |                                          | Stade Mayol, Tulon Widzów: 15 252 Sędzia: Wayne Barnes |

| 5 kwietnia 201413:30 | Munster | 47:23(13:9) | Tuluza                                                                         | Thomond Park, Limerick Widzów: 26 200 Sędzia: Nigel Owens |
| 5 kwietnia 201413:30 | Casey Laulala 5 (P) CJ Stander 5 (P) Dave Kilcoyne 5 (P) Ian Keatley 17 (4pd 3K) Keith Earls 5 (P) Paul O’Connell 5 (P) Simon Zebo 5 (P) | 47:23(13:9) | Hosea Gear 5 (P) Joe Tekori 5 (P) Lionel Beauxis 4 (2pd) Luke McAlister 9 (3K) | Thomond Park, Limerick Widzów: 26 200 Sędzia: Nigel Owens |
| 5 kwietnia 201413:30 | Dave Kilcoyne | 47:23(13:9) | Yohan Montes                                                                   | Thomond Park, Limerick Widzów: 26 200 Sędzia: Nigel Owens |

| 5 kwietnia 201418:30 | Ulster                                   | 15:17(9:5) | Saracens                                                     | Ravenhill Stadium, Belfast Widzów: 16 853 Sędzia: Jérôme Garcès |
| 5 kwietnia 201418:30 | Paddy Jackson 6 (2K) Ruan Pienaar 9 (3K) | 15:17(9:5) | Chris Ashton 10 (2P) Mouritz Botha 5 (P) Owen Farrell 2 (pd) | Ravenhill Stadium, Belfast Widzów: 16 853 Sędzia: Jérôme Garcès |
| 5 kwietnia 201418:30 | Jared Payne                              | 15:17(9:5) |                                                              | Ravenhill Stadium, Belfast Widzów: 16 853 Sędzia: Jérôme Garcès |

| 5 kwietnia 201417:00 | Clermont                                    | 22:16(19:7) | Leicester Tigers                            | Stade Marcel-Michelin, Clermont-Ferrand Widzów: 17 862 Sędzia: Alain Rolland |
| 5 kwietnia 201417:00 | Morgan Parra 17 (pd 5K) Wesley Fofana 5 (P) | 22:16(19:7) | Jordan Crane 5 (P) Owen Williams 11 (pd 3K) | Stade Marcel-Michelin, Clermont-Ferrand Widzów: 17 862 Sędzia: Alain Rolland |
| 5 kwietnia 201417:00 | Tom Waldrom                                 | 22:16(19:7) |                                             | Stade Marcel-Michelin, Clermont-Ferrand Widzów: 17 862 Sędzia: Alain Rolland |

| 27 kwietnia 201416:30 | Tulon                                           | 24:16(18:9) | Munster                                 | Stade Vélodrome, Marsylia Widzów: 37 043 Sędzia: Wayne Barnes |
| 27 kwietnia 201416:30 | Delon Armitage 3 (K) Jonny Wilkinson 21 (dg 6K) | 24:16(18:9) | Ian Keatley 11 (pd 3K) Simon Zebo 5 (P) | Stade Vélodrome, Marsylia Widzów: 37 043 Sędzia: Wayne Barnes |
| 27 kwietnia 201416:30 | Juan Martín Fernández Lobbe                     | 24:16(18:9) | Keith Earls                             | Stade Vélodrome, Marsylia Widzów: 37 043 Sędzia: Wayne Barnes |

| 26 kwietnia 201415:40 | Saracens | 46:6(24:6) | Clermont            | Twickenham Stadium Londyn Widzów: 25 942 Sędzia: Nigel Owens |
| 26 kwietnia 201415:40 | Alex Goode 13 (5pd K) Chris Ashton 10 (2P) Chris Wyles 5 (P) Marcelo Bosch 3 (K) Owen Farrell 5 (P) Tim Streather 5 (P) | 46:6(24:6) | Morgan Parra 6 (2K) | Twickenham Stadium Londyn Widzów: 25 942 Sędzia: Nigel Owens |
| 26 kwietnia 201415:40 | Brock James | 46:6(24:6) |                     | Twickenham Stadium Londyn Widzów: 25 942 Sędzia: Nigel Owens |

| 24 maja 201417:00 | Tulon                                                             | 23:6(10:3) | Saracens            | Millennium Stadium, Cardiff Widzów: 67 578 Sędzia: Alain Rolland |
| 24 maja 201417:00 | Jonny Wilkinson 13 (2pd dg 2K) Juan Smith 5 (P) Matt Giteau 5 (P) | 23:6(10:3) | Owen Farrell 6 (2K) | Millennium Stadium, Cardiff Widzów: 67 578 Sędzia: Alain Rolland |
| 24 maja 201417:00 | Juan Martín Fernández Lobbe                                       | 23:6(10:3) |                     | Millennium Stadium, Cardiff Widzów: 67 578 Sędzia: Alain Rolland |